# Medborgarrättsrörelsens platser
Medborgarrättsrörelsens platser är sedan 30 januari 2008 ett av USA:s tentativa  världsarv. Detta planerade världsarv är tänkt att bestå av tre baptistkyrkor i delstaten Alabama som stod i centrum för Medborgarrättsrörelsen i USA under 1950- och 1960-talet:
- Dexter Avenue King Memorial Baptist Church i Montomery
- Bethel Baptist Church i Birmingham
- 16th Street Baptist Church i Birmingham